# 路德維希·蒂克

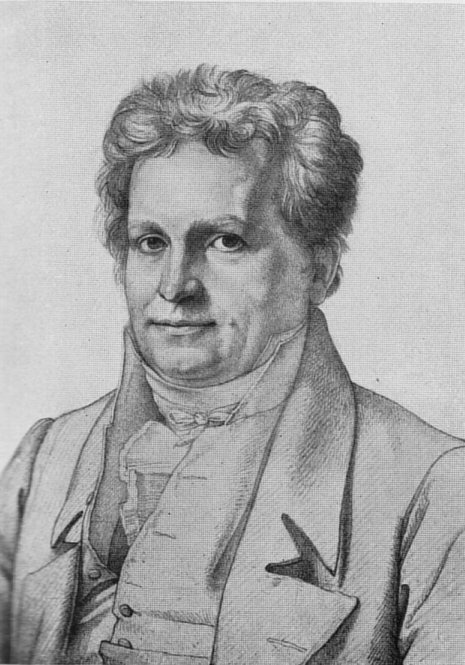
路德維希·蒂克

約翰·路德維希·蒂克（Johann Ludwig Tieck）（1773年5月31日- 1853年4月28日）是德國詩人，翻譯家，編輯，小說家，作家和評論家，是18世紀末和19世紀初的浪漫主義運動的元勳之一。

## 生平
路德維希·蒂克出生於柏林，是繩子製造商的兒子。他的兄弟姐妹是雕塑家弗里德里希·蒂克和詩人Sophie Tieck。，他在柏林大學學會希臘語和拉丁語。
他也開始學習意大利語，並認識了一個擲彈兵。通過這種友誼，蒂克逐漸成為一個浪漫主義者。後來，他參加了哈勒，哥廷根和埃尔朗根-纽伦堡大学。在哥廷根，他研究莎士比亞和伊麗莎白時代的戲劇。
1794年，他回到了柏林，並試圖通過寫作來謀生。他貢獻了一定數量的短篇小說（1795-1798），並寫了《阿卜杜拉》（1796）和一本小說《威廉·洛弗爾》（3卷1795 -1796）。